# Buião
João Bosco dos Santos (Vespasiano, 31 de janeiro de 1946) é um ex-futebolista e empresário brasileiro.
Conhecido por Buião e jogando como atacante, atuou em clubes brasileiro como o Clube Atlético Mineiro, Sport Club Corinthians Paulista, Clube de Regatas do Flamengo, Clube Atlético Paranaense e Colorado Esporte Clube.
Em 1968, a sua negociação foi considerada uma das mais caras da época, quando deixou o Galo Mineiro para o Corinthians.
Depois de aposentar-se, criou uma empresa de transporte escolar que atualmente é a Viação Buião.